# L'Île des esclaves
 (février 2024).
L'Île des esclaves est une comédie en un acte de 11 scènes et en prose de Marivaux représentée pour la première fois le lundi 5 mars 1725, à l'Hôtel de Bourgogne par les Comédiens Italiens.
Les personnages grecs, le naufrage ainsi que le caractère d'Euphrosine tendent vers une tragédie. Mais la pièce est bien une comédie : confusion des sentiments, échanges de pouvoir entre maîtres et valets, enfin l'aspect résolument comique du personnage d'Arlequin. De plus, la pièce se termine sur une reprise du pouvoir par les maîtres et le retour au statut d'esclave de Cléanthis et d'Arlequin ; ce retour à la situation initiale est le propre de la comédie.
Dans ces deux expositions, le spectateur découvre tout ce dont il a besoin pour comprendre le début de la pièce : les personnages se trouvent sur une île de « nulle part » qui va servir d'expérimentation durant laquelle nous allons assister à un renversement de rôle entre le maître Iphicrate et son esclave Arlequin. Trivelin est le chef de l'île, le gouverneur de cette nouvelle république, donc le garant des lois de l'île : il représente la loi. Il est chargé de ramener les maîtres à la raison, de les « guérir ».

## Résumé
Les personnages principaux : Iphicrate, Arlequin, Euphrosine, Cléanthis et Trivelin
Iphicrate et Arlequin ont fait naufrage sur une île, après que leur chaloupe se fut brisée contre un rocher. Tous leurs compagnons semblent avoir péri en mer, Iphicrate veut partir à leur recherche mais Arlequin, ayant compris qu'ils étaient sur l'île des esclaves, une île où les esclaves deviennent maîtres et les maîtres esclaves, profite de la situation pour décider de ne plus être son esclave. 
Une personne nommée Trivelin, accompagnée de quelques habitants de l'île, accourt vers Iphicrate lorsqu'il le voit l'épée à la main. Trivelin le désarme et pour punir Iphicrate de son comportement agressif envers Arlequin, leur ordonne de changer de nom. Désormais Arlequin sera le Seigneur Iphicrate et le Seigneur Iphicrate sera Arlequin. 
Trivelin, ancien esclave et gouverneur de l'île, leur explique alors la loi de l'île des esclaves : quand un maître arrive avec son esclave, le maître devient l'esclave et l'esclave son maître. Le maître pourra ainsi en tirer une leçon et revenir sur ses erreurs. Il s'agit donc de corriger l'orgueil et la barbarie des maîtres, pour les rendre « sains », plutôt que de se venger.
Arlequin et Iphicrate rencontrent Cléanthis et Euphrosine qui sont dans le même cas. Trivelin encourage Cléanthis à faire le portrait d'Euphrosine, puis fait avouer à celle-ci que ce portrait est ressemblant. Arlequin fait de même pour Iphicrate devant Trivelin ; Iphicrate finit aussi par concéder la véracité du portrait.
Arlequin et Cléanthis, nouveaux maîtres, s'essaient à la séduction, comme les nobles, mais cela ne prend pas. Arlequin propose alors à Cléanthis de tomber amoureuse d'Iphicrate, pendant que lui, séduira Euphrosine.
Cléanthis part voir Euphrosine pour lui dire du bien d'Arlequin. Euphrosine s'en moque. Arlequin arrive devant Euphrosine mais sa déclaration tourne à l'échec. Euphrosine retourne la situation et domine Arlequin.
Arlequin ordonne à Iphicrate d'aimer Cléanthis, la nouvelle Euphrosine, mais Iphicrate se plaint. Il tente de prendre Arlequin par les sentiments, et d'éveiller chez lui de la pitié et des remords, pour le faire culpabiliser. Arlequin n'est pas dupe et ne se laisse pas influencer.
Arlequin finit par pardonner à son maître, renonce à son nouveau statut et échange ses habits avec ceux d'Iphicrate. Arlequin a compris qu'il n'est pas fait pour être maître : « Je ne te ressemble pas, moi, je n'aurais point le courage d'être heureux à tes dépens. ».
Iphicrate assure à Arlequin qu'il a compris la leçon, qu'il lui revaudra ça et lui demande même d'oublier qu'il a été son esclave. Cléanthis, qui les rejoint avec Euphrosine, est étonnée de la situation. Arlequin invite Cléanthis à faire de même en expliquant qu'il veut être un « homme de bien » et que cela passe par le pardon.
Euphrosine, une fois de plus, essaye de profiter de la situation, ce qui provoque la colère de Cléanthis : les riches et les nobles, avec leur or, leur argent, leur dignité ne valent pas plus que les autres. Ils les méprisent même et sont incapables de pardon. Pour être capable de pardonner, il ne faut pas être seigneur, il faut « avoir le cœur bon, de la vertu et de la raison »… voilà ce qui fait qu'un homme est plus qu'un autre.
Arlequin intervient pour dire à Cléanthis que le pardon n'a pas besoin de reproches, d'injures et de rancune. Euphrosine finit par avouer qu'elle a « abusé de l'autorité » qu'elle avait sur Cléanthis.
Cléanthis lui rend sa liberté, Euphrosine l'embrasse et lui propose le partage de ses biens.
Trivelin revient et trouve Cléanthis et Arlequin, libérés de leur condition d'esclaves, agenouillés, par humilité, devant leurs anciens maîtres.
Trivelin n'est pas étonné de ce qu'il découvre, c'est ce qu'il attendait. Il prend finalement la parole et rappelle les leçons de l'expérience de chacun : Euphrosine et Iphicrate ont compris qu'ils agissaient mal quand ils étaient les maîtres, et Cléanthis et Arlequin ont choisi le pardon plutôt que la vengeance quand ils sont devenus les maîtres. Il invite chacun à réfléchir là-dessus.
Il conclut que « la différence des conditions n'est qu'une épreuve que les dieux font sur nous ».
Trivelin annonce ensuite aux quatre Athéniens qu'ils peuvent se préparer à repartir, un bateau va bientôt les reconduire à Athènes. Il termine en disant que ce jour est sûrement le plus « profitable » de leur vie.

## Personnages
- Iphicrate, général athénien, maître d'Arlequin
- Arlequin, valet d'Iphicrate
- Euphrosine, dame athénienne, maîtresse de Cléanthis
- Cléanthis, esclave et servante d'Euphrosine
- Trivelin, chef des insulaires (habitants de l'île, esclaves libérés), établi les regles sur l'ile des esclaves
- Habitants de l'île (ne jouent pas vraiment un rôle)

### Typologie
On dénombre au total cinq personnages dans cette pièce, trois ont des noms grecs et les deux autres sont issus de la commedia dell'arte. Le personnage d'Arlequin caractérise un certain type de comique, notamment grâce à l'acte 1 scène 1 où il apparaît sur scène avec sa bouteille de vin accrochée à la ceinture. En dehors de la situation représentée, on y voit un personnage traditionnel venu de la commedia dell'arte (comédie d'origine populaire italienne avec des acteurs souvent masqués qui jouent des personnages typés) qui n'est cependant pas dépourvu d'une certaine vivacité naturelle. Une fois sur scène, Arlequin fait son théâtre, il occupe tout l'espace de jeu, donnant à voir et à partager sa joie de vivre de façon particulièrement marquée. Il incarne la gaieté et il est aussi contraire à tout esprit calculateur et vindicatif. Les échanges entre Trivelin et Arlequin, dans la scène 5 de la pièce, montrent comment ce caractère traditionnel est exploité. Sa bonne nature réjouit le spectateur. Marivaux utilise aussi des jeux de scène spécifiques renvoyant aux codes de la commedia dell'arte, que l'on appelle des lazzi et qui donnent au personnage le statut de pitre, ce qui rythme bien toute la pièce.

#### Iphicrate
Le personnage d’Iphicrate subit une évolution dans la pièce de Marivaux : d’abord il est vaniteux et il n’accepte pas sa condition d’esclavage parce qu’il est habitué à utiliser la violence contre Arlequin ; ensuite il est repenti de son attitude envers Arlequin, qui lui rend la liberté. À la différence de la Commedia dell’Arte, où les bourgeois riches sont condamnés à cause de leur arrogance et de leur mépris, dans cette pièce Iphicrate obtient le pardon de la part de son esclave Arlequin et peut se racheter. Dans le portrait qu’Arlequin fait de son maître Iphicrate, on peut reconnaître les mœurs du XVIIIe siècle : les allusions aux pratiques de la mondanité, les vêtements (Iphicrate porte une épée qui symbolise la violence) et les rapports entre maître et valet (Iphicrate est arrogant et autoritaire). Iphicrate semble subir l’action, il n’offre que des réactions (peur, colère puis attendrissement) aux différentes situations auxquelles il est confronté. Apparaît aux scènes 1, 2, 5 9, 10 et 11.

#### Arlequin
Personnage de la commedia dell'arte, Arlequin tire, sans doute, son nom d'un mot germanique signifiant « diablotin ». Ce nom suggère sa vivacité, tandis que le costume à losanges du personnage, comme un souvenir des haillons des pauvres, indique son originaire populaire. Spontané, voire insolent, Arlequin chante gaiement, une bouteille à la main.
Comme le fait remarquer Euphrosine dans la scène 8, il n'a pas « le cœur mauvais » et peut éprouver de la compassion. Mais, prisonnier de son rôle comique, il reste « les bras abaissés et comme immobile », incapable de jouer une autre partition.
Introduire un valet aussi typé qu'Arlequin aux côtés de trois personnages grecs relève de la fantaisie. La multiplication des « lazzis » - jeux de scène et acrobaties - divertit le public et lisse les aspérités critiques de la pièce.
Entre deux pirouettes, Arlequin se montre toutefois capable de profondeur. Ainsi, lorsqu'il s'écrie dans la scène 6 : « Nous sommes aussi bouffons que nos patrons, mais nous sommes plus sages », ne rappelle-t-il pas que les bouffons de la comédie parlent avec la voix de la sagesse ? Apparaît aux scènes 1, 2, 5, 6, 7, 8, 9, 10 et 11.

#### Cléanthis
Cléanthis est l'esclave d'Euphrosine avant de devenir sa maîtresse à la suite du renversement de pouvoir initié par Trivelin, le maître de l'Île des Esclaves. Elle s'avérera beaucoup plus rancunière envers son ancienne maîtresse et assouvit une soif de vengeance, tant et si bien que Trivelin doit la modérer. Elle ne rendra son statut de maître que sous l'influence d'Arlequin qui l'y incite. Elle tient un réquisitoire enflammé blâmant les riches, « les glorieux », nés avec toutes les richesses sans avoir rien fait. Cette tirade de la scène 10 n'est pas sans rappeler le discours de Beaumarchais à travers le personnage de Figaro. Apparaît aux scènes 2, 3, 4, 6, 7, 9, 10 et 11.

#### Euphrosine
Euphrosine, en grec « à l'humeur heureuse » ou « la bienveillante », est la maîtresse de Cléanthis. Elle apparaît comme une femme coquette. Elle dément les dires de Cléanthis à son sujet et fait d'abord preuve de réticence à l'idée d'avouer ses fautes mais Trivelin la convainc de ses bonnes intentions et lui promet en retour de la libérer le plus vite possible si cette dernière y met du sien, ainsi elle accepte son portrait et admet être ridicule. Apparaît aux scènes 2, 4, 10 et 11.

#### Trivelin
Trivelin est un personnage de la commedia dell'arte. C'est le gouverneur de l'île, il était esclave auparavant. Il est présent dans la pièce pour jouer un rôle d'intermédiaire entre esclaves et maîtres. De plus, il accueille les nouveaux naufragés et leur explique les règles ainsi que le fonctionnement de l'île. C'est lui qui donne l'épée d'Iphicrate à Arlequin dans la scène 2 et change les noms des personnages. Trivelin est un dramaturge interne, metteur en scène mais joue dans la pièce. 

## Contexte historique
Quand la pièce est sortie en 1725, le royaume de France est une grande puissance esclavagiste dans ses colonies antillaises, et la traite négrière est en pleine progression. 